# Sharavati
Sharavati és un riu del sud de l'Índia que neix al districte de Shimoga a Karnataka, prop de Ambutirtha i corre en direcció nord-oest i després de creuart els Ghats Occidentals per un salt escarpat de més de 250 metres a les cascades de Gersoppa, arriba fins a mar prop de Honawar al districte de North Kanara. En el seu curs hi ha nombroses rescloses i en surten diversos petits canals.